# Patrick Guerriero

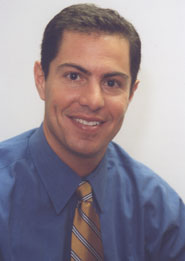
Patrick Guerriero

Patrick Guerriero, một cựu nhà lập pháp tiểu bang Massachusetts, thị trưởng và người ủng hộ cho bình đẳng hôn nhân, là một đối tác sáng lập của Tập đoàn Công vụ Dân sự, một công ty chính phủ có trụ sở tại Washington, D.C. Làm việc ở cấp địa phương, tiểu bang và liên bang trong hai thập kỷ, Guerriero đã tư vấn và tư vấn cho nhiều quan chức và nhà tài trợ chính trị hàng đầu của đảng Dân chủ và Cộng hòa trong nhiều vấn đề. Nhóm công vụ dân sự, với các văn phòng ở Washington, D.C. và Boston, cung cấp các mối quan hệ chính phủ lưỡng đảng, chiến lược cho nhà tài trợ dựa trên vấn đề và quản lý chiến dịch chính sách công cho các cá nhân, phi lợi nhuận và tập đoàn.
Từ ngày 1 tháng 9 năm 2006 đến ngày 30 tháng 6 năm 2011, Guerriero giữ vai trò giám đốc điều hành sáng lập của Gill Action, một nhóm vận động vấn đề có văn phòng tại Washington, DC và Denver, Colorado. Tại Gill Action, Guerriero quản lý các hoạt động chính trị trên toàn quốc và hỗ trợ các ứng cử viên lập pháp và lập pháp thành công ở nhiều tiểu bang. Ông cũng ủng hộ việc thông qua luật pháp nhà nước về không phân biệt đối xử và công nhận mối quan hệ đồng giới.
Guerriero tham gia chính trường quốc gia khi ông giữ chức chủ tịch Diễn đàn Giáo dục Tự do và Cộng hòa Log Cabin từ ngày 1 tháng 1 năm 2003 đến ngày 1 tháng 9 năm 2006 lãnh đạo cả hai tổ chức thông qua các giai đoạn tăng trưởng chưa từng có. Từ năm 1993-2001, Guerriero đã thắng năm cuộc bầu cử liên tiếp. Ông đã phục vụ ba nhiệm kỳ với tư cách là đại diện của tiểu bang Massachusetts, nơi ông phục vụ trong Ủy ban Phương tiện và Phương tiện Nhà mạnh mẽ và không bao giờ bỏ lỡ một cuộc gọi nào, bỏ hơn 1.000 phiếu bầu liên tiếp. Năm 1998, Guerriero được bầu làm thị trưởng thành phố Melrose, Massachusetts, nơi ông phục vụ hai nhiệm kỳ, giành chiến thắng trong cuộc bầu cử với hơn 80% phiếu bầu. Năm 2002, sau khi giữ chức phó chánh văn phòng lúc đó là Jane M. Swift, Guerriero trở thành ứng cử viên đồng tính công khai đầu tiên của quốc gia cho chức vụ thống đốc khi ông được Swift chọn làm bạn đồng hành của bà.
Guerriero là người ủng hộ sự bình đẳng, đã xuất hiện trên các chương trình truyền hình lớn như Nightline, Hardball with Chris Matthews, The Today Show, và The O'Reilly Factor. Ông đã viết op-eds cho các ấn phẩm bao gồm The Wall Street Journal và The Denver Post và đã được mô tả trong The New York Times Magazine, The L.A. Times Magazine, The Washington Post, và The Advocate. Guerriero là người nhận Giải thưởng Sinh hoạt Thành phố 2000 của Hiệp hội Thị trưởng Hoa Kỳ cho "Sáng kiến văn minh" được công nhận trên toàn quốc và Giải thưởng Fenn năm 1998 cho Lãnh đạo chính trị từ Hiệp hội biên giới mới của Thư viện John F. Kennedy.

## Tuổi thơ
Guerriero được sinh ra từ một người nhập cư Ý và cha thợ xây và một người mẹ làm công tác xã hội. Ông làm việc theo cách của mình thông qua đại học, dành mùa hè trộn xi măng và kéo gạch cho công việc xây dựng của gia đình. Guerriero theo học Đại học Công giáo Hoa Kỳ tại Washington, DC, nơi ông chơi bóng đá và tốt nghiệp summa cum laude năm 1990. Năm sau, Guerriero theo học chương trình Thomas P. O'Neill Jr. học bổng của Boston College trong chương trình của chính phủ Mỹ. Sau khi học đại học, Guerriero quay trở lại Melrose để quản lý chiến dịch thị trưởng thành công của Richard Lyons.